# Torneo Apertura 2023 Liga Prom
El Torneo Apertura 2023, oficialmente llamado por motivo de patrocinio Liga Prom Tigo Apertura 2023, será la quinta edición de la  segunda división panameña, siendo el inicio de la temporada 2023. El torneo inició el 12 de enero del 2023.

## Novedades
- La franquicia de Umecit FC ascendió a la Primera División de Panamá.[1]
- La franquicia de Veraguas United FC descendió a esta Categoría.[2]

## Sistema de competición
El torneo de la Liga Prom Tigo Clausura 2023, está conformado en dos partes:
- Fase de calificación: Se integra por dos conferencias, divididas en dos zonas (norte y sur) y desarrollada por 10 jornadas respectivamente dentro de su grupo y 6 jornadas entre zonas (norte vs sur).
- Fase final: Se integra por los partidos de cuartos de final, semifinales y la gran final.

### Fase de clasificación
En la fase de clasificación se observó el sistema de puntos. La ubicación en la tabla general está sujeta a lo siguiente:
- Por juego ganado se obtendrán tres puntos.
- Por juego empatado se obtendrá un punto.
- Por juego perdido no se otorgan puntos.

En esta fase participan los 24 clubes de la Liga Prom jugando en dos grupos llamadas conferencias durante las 10 jornadas respectivas.

### Fase Final
En la fase final se observa el sistema de eliminación directa. Los ocho mejores clubes ubicados en la tabla de posiciones avanzan a esta ronda, disputada de la siguiente manera. 
Ronda finales de Conferencias:
- Semifinales de Conferencia Este:

Llave I: 1° (Zona Norte - Este) vs. 2° (Zona Sur - Este)
Llave II: 1° (Zona Sur - Este) vs. 2° (Zona Norte - Este)
- Semifinales de Conferencia Oeste:

Llave I: 1° (Zona Norte - Oeste) vs. 2° (Zona Sur - Oeste)
Llave II: 1° (Zona Sur - Oeste) vs. 2° (Zona Norte - Oeste)
Finales de Conferencia:
- Conferencia Este:

Ganador Llave I vs. Ganador Llave II
- Conferencia Oeste:

Ganador Llave I vs. Ganador Llave II
Gran Final:
Ganador Conferencia Este vs. Ganador Conferencia Oeste

## Equipos participantes

### Equipos por provincia
| N.° | Provincia    | Equipos |
| --- | ------------ | --- |
| 11  | Panamá       | Águilas de la UP, Alianza F. C. II, C. D. del Este II, C. D. Plaza Amador II, Panamá City FC, San Martín F. C., S. D. Atlético Nacional, Sporting S. M. II, Tauro F. C. II, UDELAS F. C. y UMECIT F. C. II |
| 4   | Colón        | Academy Champions FC, Colón C-3 F. C., CD Centenario y Deportivo Árabe Unido II |
| 3   | Panamá Oeste | C. A. Independiente II, San Francisco F. C. II y S. D. Panamá Oeste |
| 2   | Coclé        | Unión Coclé F. C., Universidad Latina |
| 2   | Chiriquí     | C. D. Atlético Chiriquí II y Mario Méndez F. C. |
| 1   | Herrera      | Herrera F. C. II |
| 1   | Veraguas     | Veraguas United F. C. II |

### Información de los equipos participantes
| Equipo                    | Entrenador        | Ciudad           | Estadio                    | Capacidad | Patrocinador                                                           | Kit          |
| ------------------------- | ----------------- | ---------------- | -------------------------- | --------- | ---------------------------------------------------------------------- | ------------ |
| Academy Champions FC      | Ausberto Valencia | Colón            | Armando Dely Valdés        | 1 121     | Ginza                                                                  | Bandera de ? |
| Águilas de la UP          | David Acosta      | Ciudad de Panamá | Luis 'Cascarita' Tapia (*) | 900       | 2 patrocinadores VAX Poin Panamá                                       | Strik3r      |
| Alianza F. C. II          | Eduardo Rayn      | Juan Díaz        | Luis 'Cascarita' Tapia     | 900       | 2 patrocinadores ShowTime Clinilab Panamá                              | Keuka        |
| Atlético Chiriquí II      | Jonathan Parra    | David            | San Cristóbal              | 2 890     | 2 patrocinadores Transporte Rivera Hermanos S.A. Hotel Ciudad de David | Bandera de ? |
| Colón C-3                 | Carlos Miranda    | Colón            | Armando Dely Valdés        | 1 121     | Orgullo Colonense                                                      | Crack Sport  |
| C. A. Independiente II    | Armando Gun       | La Chorrera      | Agustín 'Muquita' Sánchez  | 3 000     | 2 patrocinadores Altos De La Pradera Eco Moda                          | Everlast     |
| CD Centenario             | Andres Mosquera   | Colón            | Armando Dely Valdés        | 1 121     | Carnical Balloons                                                      | Patrick      |
| Potros del Este II        | Luis Jaramillo    | Pacora           | Maracaná                   | 5 500     | Bridgestone                                                            | Luanvi       |
| C. D. Plaza Amador II     | César Morales     | El Chorrillo     | Maracaná                   | 5 500     | 2 patrocinadores Sportium SPARK                                        | Puma         |
| Deportivo Árabe Unido II  | Alfonso de Moya   | Colón            | Armando Dely Valdés        | 1 121     | 3 patrocinadores Betcha.pa AguAseo Kendall Motor Oil                   | Kelme        |
| Herrera F. C. II          | Manel Mirambel    | Herrera          | Los Milagros               | 1 000     | 2 patrocinadores Varela Hermanos S.A. Betcris                          | Adidas       |
| Mario Méndez F. C.        | Jesús Salcedo     | Chiriquí         | San Cristóbal              | 2 890     |                                                                        | Valor        |
| Panama City F. C.         | David Karanka     | Ciudad de Panamá | Eagles Stadium             | 700       | Terpel Voltex                                                          | Adidas       |
| San Francisco F. C. II    | Jorge Santos      | La Chorrera      | Agustín 'Muquita' Sánchez  | 3 000     | Betcha.pa                                                              | Valor        |
| San Martín F. C.          | Edison Cadena     | San Martín       | Luis 'Cascarita' Tapia     | 900       | AIF S. A.                                                              | Strik3r      |
| S. D. Atlético Nacional   | Gustavo Ávila     | Panamá           | Maracaná (*)               | 5 500     | Nikos Café                                                             | Strik3r      |
| S. D. Panamá Oeste        | David Soriano     | Capira           | Agustín 'Muquita' Sánchez  | 3 000     | La Cresta Inn                                                          | strik3r      |
| Sporting San Miguelito II | Rubén Chávez      | San Miguelito    | Los Andes                  | 1 145     | Sparkle Power S.A.                                                     | Spirits      |
| Tauro F. C. II            | Javier Ainstein   | Pedregal, Panamá | Luis 'Cascarita' Tapia     | 900       | 3 patrocinadores Terpel Universidad del Istmo Kentucky Fried Chicken   | Patrick      |
| Udelas F. C.              | Manuel Valencia   | San Miguelito    | CAI Sport Center           | 500       | 2 patrocinadores UDELAS PROMED                                         | Viomar       |
| Umecit F. C. II           | Javier Torres     | San Miguelito    | Campo Futuras Promesas     | 300       | UMECIT                                                                 | Adidas       |
| Unión Coclé F. C.         | Juan Ramírez      | Penonomé         | Virgilio Tejeira           | 900       | First Quantum                                                          | Avalos       |
| Universidad Latina        | Javier Miller     | Penonomé         | Virgilio Tejeira           | 900       | 3 patrocinadores Universidad Latina Learding Vila Banco LAFISE         | Sheffy       |
| Veraguas United F. C.     | Marcos Pimentel   | Veraguas         | Rafael Rodríguez           | 700       | Super Carnes                                                           | WOLF         |

- Nota: (*) Estos estadios fueron utilizados temporalmente por estos equipos.

## Ascensos y descensos
| Pos. | Descendidos a 2.ª División |
| ---- | -------------------------- |
| 12.º | Veraguas United FC         |

| Pos. | Ascendidos de 2.ª División |
| ---- | -------------------------- |
| 1º   | Umecit FC                  |

## Conferencia Este

### Clasificación

#### Zona Norte
| Pos. | Equipo                    | Pts. | PJ | G  | E | P  | GF | GC | Dif. | Notas                                    |
| ---- | ------------------------- | ---- | -- | -- | - | -- | -- | -- | ---- | ---------------------------------------- |
| 1    | Academy Champions F. C.   | 36   | 16 | 11 | 3 | 2  | 40 | 18 | +22  | Acceso a las semifinales de conferencia. |
| 2    | Sporting San Miguelito II | 32   | 16 | 9  | 5 | 2  | 34 | 15 | +19  | Acceso a las semifinales de conferencia. |
| 3    | Deportivo Árabe Unido II  | 32   | 16 | 9  | 5 | 2  | 18 | 7  | +11  |                                          |
| 4    | Umecit F. C. II           | 22   | 16 | 7  | 1 | 8  | 31 | 20 | +11  |                                          |
| 5    | Colón C-3 F. C.           | 8    | 16 | 2  | 2 | 12 | 18 | 56 | −38  |                                          |
| 6    | C. D. Centenario          | 5    | 16 | 1  | 2 | 13 | 22 | 56 | −34  | Último lugar.                            |

Actualizado a los partidos jugados el 28 de abril de 2023.
 Fuente: Liga Prom, Soccerway.

#### Zona Sur
| Pos. | Equipo                | Pts. | PJ | G  | E | P  | GF | GC | Dif. | Notas                                    |
| ---- | --------------------- | ---- | -- | -- | - | -- | -- | -- | ---- | ---------------------------------------- |
| 1    | Tauro F. C. II        | 34   | 16 | 10 | 4 | 2  | 35 | 11 | +24  | Acceso a las semifinales de conferencia. |
| 2    | C. D. Plaza Amador II | 31   | 16 | 8  | 7 | 1  | 26 | 9  | +17  | Acceso a las semifinales de conferencia. |
| 3    | Panama City F. C.     | 21   | 16 | 5  | 6 | 5  | 22 | 19 | +3   |                                          |
| 4    | Alianza F. C. II      | 18   | 16 | 4  | 6 | 6  | 13 | 20 | −7   |                                          |
| 5    | San Martín F. C.      | 16   | 16 | 4  | 4 | 8  | 23 | 32 | −9   |                                          |
| 6    | Potros del Este II    | 9    | 16 | 2  | 3 | 11 | 24 | 43 | −19  | Último lugar.                            |

Actualizado a los partidos jugados el 29 de abril de 2023.
 Fuente: Liga Prom, Soccerway.

## Conferencia Oeste

### Clasificación

#### Zona Norte
| Pos. | Equipo                | Pts. | PJ | G  | E | P  | GF | GC | Dif. | Notas                                    |
| ---- | --------------------- | ---- | -- | -- | - | -- | -- | -- | ---- | ---------------------------------------- |
| 1    | Mario Méndez F. C.    | 38   | 16 | 12 | 2 | 2  | 33 | 17 | +16  | Acceso a las semifinales de conferencia. |
| 2    | Veraguas United F. C. | 30   | 16 | 9  | 3 | 4  | 35 | 16 | +19  | Acceso a las semifinales de conferencia. |
| 3    | Universidad Latina    | 23   | 16 | 7  | 2 | 7  | 30 | 24 | +6   |                                          |
| 4    | Unión Coclé F. C.     | 18   | 16 | 6  | 0 | 10 | 25 | 32 | −7   |                                          |
| 5    | Herrera F. C. II      | 16   | 16 | 5  | 1 | 10 | 18 | 33 | −15  |                                          |
| 6    | Atlético Chiriquí II  | 0    | 16 | 0  | 0 | 16 | 12 | 79 | −67  | Último lugar.                            |

Actualizado a los partidos jugados el 28 de abril de 2023.
 Fuente: Liga Prom, Soccerway.

#### Zona Sur
| Pos. | Equipo                  | Pts. | PJ | G  | E | P  | GF | GC | Dif. | Notas                                    |
| ---- | ----------------------- | ---- | -- | -- | - | -- | -- | -- | ---- | ---------------------------------------- |
| 1    | C. A. Independiente II  | 34   | 16 | 11 | 1 | 4  | 35 | 19 | +16  | Acceso a las semifinales de conferencia. |
| 2    | Águilas de la U         | 33   | 16 | 10 | 3 | 3  | 48 | 20 | +28  | Acceso a las semifinales de conferencia. |
| 3    | S. D. Atlético Nacional | 30   | 16 | 9  | 6 | 1  | 43 | 16 | +27  |                                          |
| 4    | Udelas F. C.            | 23   | 16 | 7  | 2 | 7  | 23 | 24 | −1   |                                          |
| 5    | S. D. Panamá Oeste      | 18   | 16 | 6  | 0 | 10 | 30 | 39 | −9   |                                          |
| 6    | San Francisco F. C. II  | 12   | 16 | 4  | 0 | 12 | 23 | 36 | −13  | Último lugar.                            |

Actualizado a los partidos jugados el 28 de abril de 2023.
 Fuente: Liga Prom, Soccerway.

## Fase Final
|  | Semifinales de Conferencia                                  | Semifinales de Conferencia                                  | Semifinales de Conferencia                                  | Semifinales de Conferencia                                  | Semifinales de Conferencia                                  |   |        | Finales de Conferencia  | Finales de Conferencia  | Finales de Conferencia  |  |      | Final Apertura          | Final Apertura     | Final Apertura     |  |
|  | 2 al 4 de mayo de 2023 (Ida) 6 y 7 de mayo de 2023 (Vuelta) | 2 al 4 de mayo de 2023 (Ida) 6 y 7 de mayo de 2023 (Vuelta) | 2 al 4 de mayo de 2023 (Ida) 6 y 7 de mayo de 2023 (Vuelta) | 2 al 4 de mayo de 2023 (Ida) 6 y 7 de mayo de 2023 (Vuelta) | 2 al 4 de mayo de 2023 (Ida) 6 y 7 de mayo de 2023 (Vuelta) |   |        | 11 y 13 de mayo de 2022 | 11 y 13 de mayo de 2022 | 11 y 13 de mayo de 2022 |  |      | 21 de mayo de 2022      | 21 de mayo de 2022 | 21 de mayo de 2022 |  |
|  |                                                             |                                                             |                                                             |                                                             |                                                             |   |        |                         |                         |                         |  |      |                         |                    |                    |  |
|  |                                                             |                                                             |                                                             |                                                             |                                                             |   |        |                         |                         |                         |  |      |                         |                    |                    |  |
|  | 1°N(E)                                                      | Academy Champions F. C.                                     | 1                                                           | 5                                                           | 6                                                           |   |        |                         |                         |                         |  |      |                         |                    |                    |  |
|  | 1°N(E)                                                      | Academy Champions F. C.                                     | 1                                                           | 5                                                           | 6                                                           |   |        |                         |                         |                         |  |      |                         |                    |                    |  |
|  | 2°S(E)                                                      | C. D. Plaza Amador II                                       | 2                                                           | 2                                                           | 4                                                           |   |        |                         |                         |                         |  |      |                         |                    |                    |  |
|  | 2°S(E)                                                      | C. D. Plaza Amador II                                       | 2                                                           | 2                                                           | 4                                                           |   | 1°N(E) | Academy Champions F. C. | 3                       |                         |  |      |                         |                    |                    |  |
|  |                                                             |                                                             |                                                             |                                                             |                                                             |   | 1°N(E) | Academy Champions F. C. | 3                       |                         |  |      |                         |                    |                    |  |
|  |                                                             |                                                             | 1°S(E)                                                      | Tauro F. C. II                                              | 2                                                           |   |        |                         |                         |                         |  |      |                         |                    |                    |  |
|  | 1°S(E)                                                      | Tauro F. C. II                                              | 1°S(E)                                                      | Tauro F. C. II                                              | 2                                                           | 1 | 4      | 5                       |                         |                         |  |      |                         |                    |                    |  |
|  | 1°S(E)                                                      | Tauro F. C. II                                              |                                                             |                                                             |                                                             |   |        | 5                       |                         |                         |  |      |                         |                    |                    |  |
|  | 2°N(E)                                                      | Sporting S. M. II                                           | 3                                                           | 1                                                           | 4                                                           |   |        |                         |                         |                         |  |      |                         |                    |                    |  |
|  | 2°N(E)                                                      | Sporting S. M. II                                           | 3                                                           | 1                                                           | 4                                                           |   |        |                         |                         |                         |  | C(E) | Academy Champions F. C. | 1                  |                    |  |
|  |                                                             |                                                             |                                                             |                                                             |                                                             |   |        |                         |                         |                         |  | C(E) | Academy Champions F. C. | 1                  |                    |  |
|  |                                                             |                                                             | C(O)                                                        | Veraguas United FC                                          | 3                                                           |   |        |                         |                         |                         |  |      |                         |                    |                    |  |
|  | 1°N(O)                                                      | Mario Méndez F. C.                                          | C(O)                                                        | Veraguas United FC                                          | 3                                                           | 1 | 0      | 1                       |                         |                         |  |      |                         |                    |                    |  |
|  | 1°N(O)                                                      | Mario Méndez F. C.                                          |                                                             |                                                             |                                                             |   |        | 1                       |                         |                         |  |      |                         |                    |                    |  |
|  | 2°S(O)                                                      | Águilas de la U                                             | 1                                                           | 1                                                           | 2                                                           |   |        |                         |                         |                         |  |      |                         |                    |                    |  |
|  | 2°S(O)                                                      | Águilas de la U                                             | 1                                                           | 1                                                           | 2                                                           |   | 1°N(O) | Águilas de la U         | 0                       |                         |  |      |                         |                    |                    |  |
|  |                                                             |                                                             |                                                             |                                                             |                                                             |   | 1°N(O) | Águilas de la U         | 0                       |                         |  |      |                         |                    |                    |  |
|  |                                                             |                                                             | 2°N(O)                                                      | Veraguas United FC                                          | 2                                                           |   |        |                         |                         |                         |  |      |                         |                    |                    |  |
|  | 1°S(O)                                                      | C. A. Independiente II                                      | 2°N(O)                                                      | Veraguas United FC                                          | 2                                                           | 0 | 0      | 0                       |                         |                         |  |      |                         |                    |                    |  |
|  | 1°S(O)                                                      | C. A. Independiente II                                      |                                                             |                                                             |                                                             |   |        | 0                       |                         |                         |  |      |                         |                    |                    |  |
|  | 2°N(O)                                                      | Veraguas United FC                                          | 0                                                           | 2                                                           | 2                                                           |   |        |                         |                         |                         |  |      |                         |                    |                    |  |
|  | 2°N(O)                                                      | Veraguas United FC                                          | 0                                                           | 2                                                           | 2                                                           |   |        |                         |                         |                         |  |      |                         |                    |                    |  |
|  |                                                             |                                                             |                                                             |                                                             |                                                             |   |        |                         |                         |                         |  |      |                         |                    |                    |  |

### Semifinales de Conferencia

#### Conferencia Este

##### Academy Champions FC - CD Plaza Amador II
| Ida; 4 de mayo de 2023; 17:00 | C. D. Plaza Amador II  | 2:1     | Academy Champions F.C. | Estadio Los Andes, Panamá |             |
|                               | J. Pierre · R. Andrade | Reporte | V. Reid                | Árbitro(s):               | Árbitro(s): |

| Vuelta; 7 de mayo de 2023; 15:00         | Academy Champions F.C.              | 5:2 (Global 6:4) | C. D. Plaza Amador II  | Estadio Armando Dely Valdés, Colón |             |
|                                          | V. Reid · J. Rodríguez · G. Herrera | Reporte          | J. Sánchez · D. Dwason | Árbitro(s):                        | Árbitro(s): |
| Champions Academy ganó 6-4 en el Global. |                                     |                  |                        |                                    |             |

##### Sporting SM II - Tauro FC II
| Ida; 3 de mayo de 2023; 17:00 | Sporting S. M. II               | 3:1     | Tauro F. C. II | Estadio Los Andes, Panamá |             |
|                               | F. McLean · A. Fruto · E. Trudo | Reporte | J. Gutiérrez   | Árbitro(s):               | Árbitro(s): |

| Vuelta; 6 de mayo de 2023; 18:00        | Tauro F. C. II                         | 4:1 (Global 5:4) | Sporting S. M. II | Estadio "Cascarita" Tapia, Ciudad de Panamá |             |
|                                         | O. Valencia · O. Berrocal · E. Hansell | Reporte          | A. Fruto          | Árbitro(s):                                 | Árbitro(s): |
| Tauro F. C. II avanza 5-4 en el global. |                                        |                  |                   |                                             |             |

#### Conferencia Oeste

##### Mario Méndez FC - Águilas de la U
| Ida; 2 de mayo de 2023; 17:00 | Águilas de la U | 1:1     | Mario Méndez F.C. | Estadio "Cascarita" Tapia, Ciudad de Panamá |             |
|                               | P. Balencia     | Reporte | L. Pérez          | Árbitro(s):                                 | Árbitro(s): |

| Vuelta; 7 de mayo de 2023; 17:00      | Mario Méndez F.C. | 0:0 (Global 2:1) | Águilas de la U | Estadio San Cristóbal, David |             |
|                                       |                   | Reporte          | D. Montiel      | Árbitro(s):                  | Árbitro(s): |
| Mario Méndez avanza 1-2 en el global. |                   |                  |                 |                              |             |

##### CA Independiente - Veraguas United FC
| Ida; 3 de mayo de 2022; 19:00 | Veraguas United FC | 0:0     | C. A. Independiente II | Estadio Rafael Rodríguez, Atalaya |             |
|                               |                    | Reporte |                        | Árbitro(s):                       | Árbitro(s): |

| Vuelta; 6 de mayo de 2023; 17:00            | C. A. Independiente II | 0:2 (Global 0:2) | Veraguas United FC            | Estadio Agustín Sánchez, La Chorrera |             |
|                                             |                        | Reporte          | R. Montenegro · J. Concepción | Árbitro(s):                          | Árbitro(s): |
| Veraguas United FC Avanza 0-2 en el global. |                        |                  |                               |                                      |             |

### Finales de Conferencia

#### Conferencia Este

##### Academy Champions FC - Tauro FC II
| Final de Conferencia; 11 de mayo de 2023; 20:00 | Academy Champions F. C. | 3:2     | Tauro F. C. II     | Estadio Los Andes, San Miguelito |             |
|                                                 | R. Niño · M. Acosta     | Reporte | É. Díaz · E. Girón | Árbitro(s):                      | Árbitro(s): |

#### Conferencia Oeste

##### Águilas de la U - Veraguas United FC
| Final de Conferencia; 20 de mayo de 2022; 19:00 | Aguilas de la U | 1:0     | Veraguas United FC | Estadio Los Andes, San Miguelito |             |
|                                                 |                 | Reporte | 84' 93'E. Espinosa | Árbitro(s):                      | Árbitro(s): |

### Gran Final

##### Champions Academy FC - Veraguas United FC
| Final; 21 de mayo de 2022, 19:00 | Academy Champions F. C. | 1:3 | Veraguas United FC                  | Estadio Los Andes, San Miguelito |             |
|                                  | E. Small                |     | J. Angulo · E. Espinosa · J. Sangel | Árbitro(s):                      | Árbitro(s): |

| Clasifica a la Superfinal 2023 Veraguas United F. C. |

| Campeón Apertura 2023 |
| --------------------- |
|                       |
| Veraguas United F. C. |
| 1° Título             |

## Estadísticas

### Tabla de goleadores
Lista con los máximos goleadores de la competencia.
| Pos. | Posición | Jugador           | Equipo                  | Goles |
| ---- | -------- | ----------------- | ----------------------- | ----- |
| 1.º  |          | Edgar Espinosa    | Veraguas United F. C.   | 16    |
| 2.º  |          | Mario Henríquez   | S. D. Atlético Nacional | 15    |
| 3.º  |          | Vicente Reid      | Academy Champions F. C. | 14    |
| 3.º  |          | Francisco Bósquez | C. D. Centenario        | 14    |
| 4.º  |          | Alberts Fruto     | Sporting S. M. II       | 12    |